# Équipe de Tunisie de football en 2019
L'équipe de Tunisie de football participe en 2019 à la coupe d'Afrique des nations en Égypte et aux éliminatoires de la coupe d’Afrique des nations 2021.

## Matchs
| Date              | Stade                                              | Adversaire         | Score | Comp   | Buteurs tunisiens                                 |
| ----------------- | -------------------------------------------------- | ------------------ | ----- | ------ | ------------------------------------------------- |
| 22 mars 2019      | Stade olympique de Radès Radès, Tunisie            | Eswatini           | 4-0   | QCAN   | Ben Youssef 21e, Badri 33e, Sliti 53e, Meriah 61e |
| 26 mars 2019      | Stade Mustapha-Tchaker Blida, Algérie              | Algérie            | 1-0   | Amical | -                                                 |
| 7 juin 2019       | Stade olympique de Radès Radès, Tunisie            | Irak               | 2-0   | Amical | Khazri 4e, Srarfi 29e                             |
| 11 juin 2019      | Stade Maksimir Zagreb, Croatie                     | Croatie            | 1-2   | Amical | Badri 16e, Sliti 70e (pen.)                       |
| 17 juin 2019      | Stade olympique de Radès Radès, Tunisie            | Burundi            | 2-1   | Amical | Khenissi 66e, Sliti 93e                           |
| 24 juin 2019      | Stade de Suez Suez, Égypte                         | Angola             | 1-1   | CAN    | Msakni 34e (pen.)                                 |
| 28 juin 2019      | Stade de Suez Suez, Égypte                         | Mali               | 1-1   | CAN    | Khazri 70e                                        |
| 2 juillet 2019    | Stade de Suez Suez, Égypte                         | Mauritanie         | 0-0   | CAN    | -                                                 |
| 8 juillet 2019    | Stade d'Ismaïlia Ismaïlia, Égypte                  | Ghana              | 1-1   | CAN    | Khenissi 73e                                      |
| 11 juillet 2019   | Stade Al Salam Le Caire, Égypte                    | Madagascar         | 3-0   | CAN    | Sassi 52e, Msakni 60e, Sliti 93e                  |
| 14 juillet 2019   | Stade du 30 Juin Le Caire, Égypte                  | Sénégal            | 0-1   | CAN    | -                                                 |
| 17 juillet 2019   | Stade Al Salam Le Caire, Égypte                    | Nigeria            | 0-1   | CAN    | -                                                 |
| 6 septembre 2019  | Stade olympique de Radès Radès, Tunisie            | Mauritanie         | 1-0   | Amical | Layouni 78e                                       |
| 10 septembre 2019 | Stade Robert-Diochon Rouen, France                 | Côte d'Ivoire      | 1-2   | Amical | Sliti 89e                                         |
| 12 octobre 2019   | Stade olympique de Radès Radès, Tunisie            | Cameroun           | 0-0   | Amical |                                                   |
| 15 novembre 2019  | Stade olympique de Radès Radès, Tunisie            | Libye              | 4-1   | QCAN   | Khazri 33e 90e, Khaoui 41e 52e                    |
| 19 novembre 2019  | Nuevo Estadio de Malabo Malabo, Guinée équatoriale | Guinée équatoriale | 0-1   | QCAN   | Khazri 74e                                        |

## Effectif

### Appelés récemment
Les joueurs suivants ne font pas partie du dernier groupe appelé mais ont été retenus en équipe nationale au cours de l'année 2019.
| Pos. | Nom                     | Date de naissance | Sél. | Buts | Club                   | Dernier match         |
| ---- | ----------------------- | ----------------- | ---- | ---- | ---------------------- | --------------------- |
| DF   | Larry Azouni            | 23 mars 1994      | 10   | 0    | KV Courtrai            | Algérie, 26 mars 2019 |
| DF   | Nader Ghandri           | 18 février 1995   | 1    | 0    | KVC Westerlo           | Irak, 7 juin 2019     |
| ML   | Saîf-Eddine Khaoui      | 27 avril 1995     | 11   | 0    | Olympique de Marseille | Algérie, 26 mars 2019 |
| GK   | Aymen Mathlouthi        | 14 septembre 1984 | 74   | 0    | Club africain          | Algérie, 26 mars 2019 |
| AT   | Yassine Chamakhi        | 27 février 1995   | 1    | 0    | Club africain          | Algérie, 26 mars 2019 |
| ML   | Ghazi Ayadi             | 19 juillet 1996   | 1    | 0    | Club africain          | Algérie, 26 mars 2019 |
| AT   | Fakhreddine Ben Youssef | 23 juin 1991      | 47   | 6    | Ettifaq FC             | Irak, 7 juin 2019     |

## Classement FIFA
Le tableau ci-dessous présente les coefficients mensuels de l'équipe de Tunisie publiés par la FIFA durant l'année 2019.
| Mois | janv. | fév. | mars | avril | mai | juin | juillet | août | sept. | oct. | nov. | déc. |
| Rang | 26    | 28   | 28   | 28    | 28  | 25   | -       | -    | -     | -    | -    | -    |

Le tableau ci-dessous présente les coefficients mensuels de l'équipe de la Tunisie dans la CAF publiés par la FIFA durant l'année 2019.
| Mois | janv. | fév. | mars | avril | mai | juin | juillet | août | sept. | oct. | nov. | déc. |
| Rang | 2     | 2    | 2    | 2     | 2   | 2    | -       | -    | -     | -    | -    | -    |